# 亚历克士·诺斯
亚历克士·诺斯（英語：Alex North，1910年12月4日—1991年9月8日)，美国电影配乐作曲家，他是第一个以爵士乐为主体为电影配乐的人，代表作是《欲望号街车》（1951）。1968他因《The Shoes of the Fisherman》一片配乐获得金球奖。他14次被提名奥斯卡音乐奖，可惜一次都没有得到。但是最终他获得了奥斯卡音乐终身成就奖。他的知名作品还有《The Rainmaker》(1956), 《Spartacus》(1960), 《The Misfits》(1961),《The Children's Hour》(1961)， 《Cleopatra》(1963), 《Who's Afraid of Virginia Woolf? 》(1966), 和 《The Devil's Brigade》(1968)的配乐。还有影片《人鬼情未了》（1990）主题歌《Unchained Melody》。2005年《欲望号街车》配乐被列入《AFI百年百大电影配乐》

## 外部連結
- 官方网站
- 亚历克士·诺斯在互联网电影资料库（IMDb）上的資料（英文）
- 互聯網百老匯資料庫（IBDB）上亚历克士·诺斯的資料（英文）
- Alex North（页面存档备份，存于） website maintained by his family.
- 在Find a Grave上的亚历克士·诺斯
- Alex North papers（页面存档备份，存于）, Margaret Herrick Library, Academy of Motion Picture Arts and Sciences